# Localizador mundial

Mapa parcial da Europa com alguns campos do localizador mundial; no detalhe é mostrada a subdivisão do campo "IO" em 100 quadros.

O localizador mundial é um sistema de coordenadas geográficas usado por radioamadores para determinar de maneira simplificada a posição de uma estação de rádio na superfície terrestre. 
O sistema foi adotado em uma reunião realizada na localidade de Maidenhead, no Reino Unido, no ano de 1980. Por essa razão, o localizador é conhecido como Maidenhead Locator System na língua inglesa.

## Descrição do sistema
O localizador mundial representa a latitude e a longitude de uma estação como uma sequência de caracteres alfanuméricos. Uma vez que são utilizados poucos caracteres, a precisão com que a posição é fornecida é limitada.
Em sua formulação original, cada localizador é dado por uma sequência de três pares de caracteres alfanuméricos: duas letras, dois algarismos e duas letras. Em cada par, o primeiro caracter codifica a longitude da estação, enquanto que o segundo caracter codifica a latitude. O globo terrestre é então representado numa projeção retangular na qual se define um sistema de coordenadas cuja origem corresponde à posição 90° de latitude sul e 180° de longitude oeste.
O primeiro par de letras determina o campo em que a estação se localiza: uma região de 10° em latitude por 20° em longitude. Dessa definição resulta que o globo terrestre é dividido em 18 regiões em longitude por 18 regiões em latitude, cada uma delas identificada por uma letra maiúscula de "A" até "R". Há, pois, um total de 324 campos na superfície da Terra.

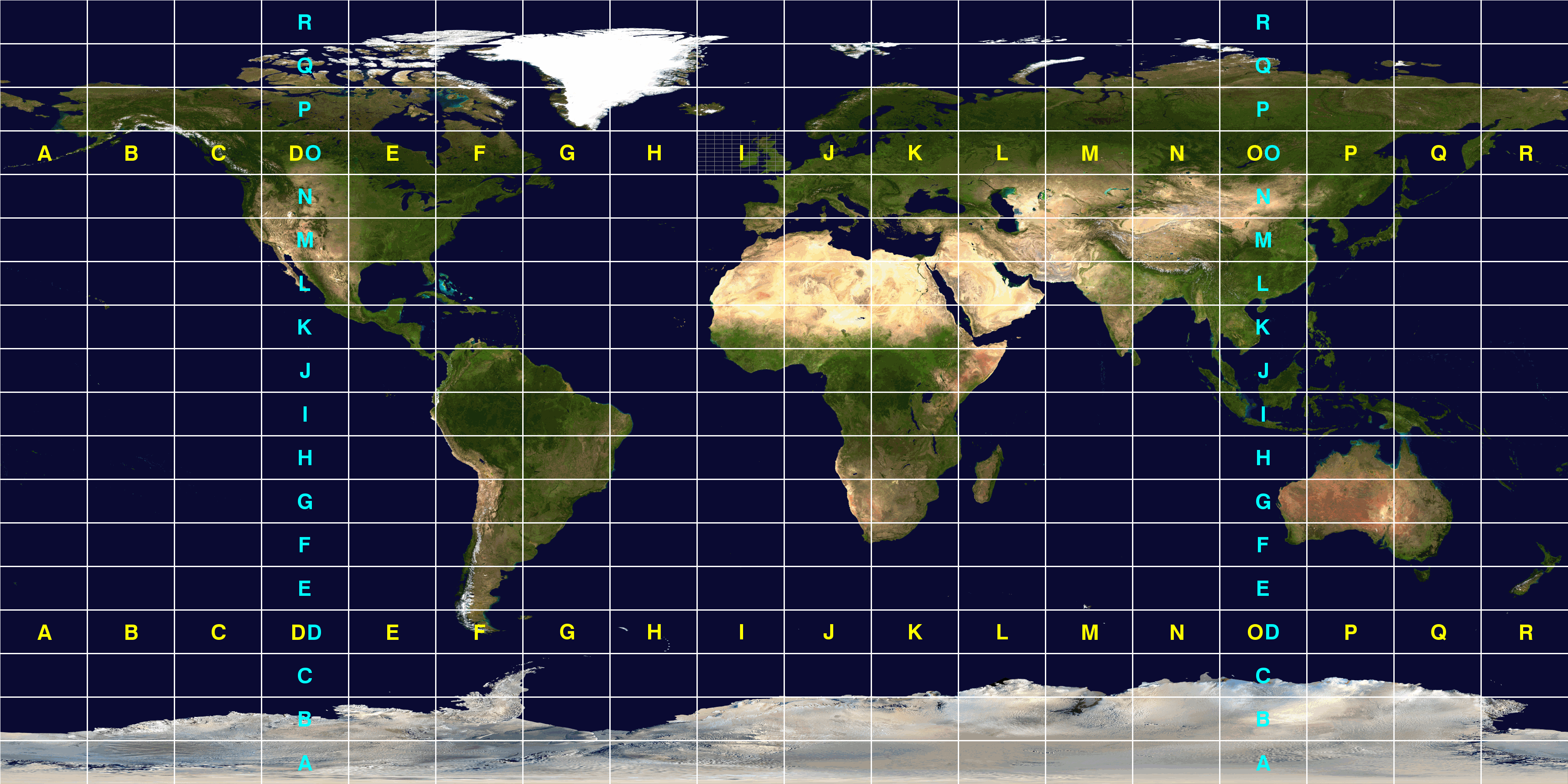
Mapa com a identificação dos 324 campos na superfície da Terra.

Cada campo, por sua vez, é dividido em 10 regiões em longitude por 10 regiões em latitude, cada uma delas numerada de 0 a 9, o que resulta no segundo par de caracteres. Cada uma dessas regiões, denominada quadro, tem 1° em latitude por 2° em longitude.
Finalmente, cada quadro é subdividido em 24 regiões em longitude por 24 regiões em latitude, identificadas pelas letras minúsculas "a" até "x", o que dá origem a 576 quadrículos de 2,5' em latitude por 5' em longitude .
A codificação pode ser então resumida da seguinte forma:
- Os caracteres de cada par codificam primeiro a longitude e depois a latitude.
- O primeiro par (campo) é codificado pelas letras de "A" até "R".
- O segundo par (quadro) é codificado pelos algarismos de "0" a "9".
- O terceiro par (quadrículo) é codificado pelas letras de "a" até "x".

Para posições mais precisas, a codificação pode ser estendida, com a inclusão de novos pares de caracteres, usualmente alternando pares de algarismos com pares de letras.

## Uso do localizador
O localizador mundial é muito utilizado em concursos de radioamadorismo, sobretudo nas faixas de VHF, UHF e SHF, para calcular de forma simplificada a distância entre as estações participantes e para determinar a pontuação de cada uma delas. Também é utilizado na concessão de diplomas concedidos em reconhecimento à atividade de uma determinada estação. Se as coordenadas geográficas de uma estação forem conhecidas, é possível determinar o respectivo localizador.
Ao longo de todo o ano de 2018 a American Radio Relay League promove uma competição entre radioamadores de todos os países, denominada ARRL International Grid Chase, cujo objetivo é incentivar contatos com estações localizadas no maior número possível de quadros em todo o mundo.